# Scott Columbus
Walter Scott Columbus (10 de noviembre de 1956 - 4 de abril de 2011) fue un músico y batería, que fue integrante de la banda de heavy metal Manowar entre 1983 y 1991, año en que dejó el grupo por la enfermedad de su hijo. Tras la recuperación de este, volvió a integrar Manowar en el año 1995, hasta el año 2008, cuando se ausentó de la banda provisionalmente. El 1 de junio de 2010 anunció su retiro definitivo de la banda en una entrevista concedida a la revista Classic Rock. Falleció el 4 de abril de 2011 de forma inesperada a la edad de 54 años.

## Carrera
Joey DeMaio lo contrató por una recomendación cuando Scott trabaja como dependiente de una tienda. Columbus sustituyó a Donnie Hamzik y durante el período que estuvo ausente del panorama musical fue sustituido por Rhino. En 2008 volvió a ser sustituido por Rhino, que tocó en el Magic Circle Festival, y en 2009 por Donnie Hamzik, que está tocando con la banda durante su gira, y grabó el EP "Thunder in the Sky" en 2009 también. Fue uno de los miembros más carismáticos que tuvo la banda, se caracterizó por sus largos bigotes y musicalmente por sus simpleza y potencia en las bases de batería que daban un estilo único a la banda. La quintaesencia de su estilo es el disco Louder Than Hell (1996) donde Scott da una clara muestra de su forma de tocar. Utilizaba una batería donde predomina el acero como componente, ya que gustaba de golpear muy fuerte los parches, lo que le daba un toque personal. En mayo de 2010 anunció que tocaría con Ross the Boss durante su gira.

## Muerte
Falleció el 4 de abril de 2011 a la edad de 54 años. Se desconocen detalles de la causa del fallecimiento. Manowar, en su sitio web, publicó:

With great sorrow we announce the passing of our brother Scott Columbus. A rare talent, equally a rare individual, a father, a friend and a brother of metal. All of the great moments we spent together are burnished in our hearts and memories forever.
We know he is in a good place and at peace. He will never be forgotten.

Your family and brothers, Joey, Eric, Karl, Donnie. And all at Magic Circle Music

Con gran pesar anunciamos el fallecimiento de nuestro hermano Scott Columbus. Un talento especial, así como una persona especial, un padre, un amigo y un hermano del metal. Todos los grandes momentos que pasamos juntos brillan en nuestros corazones y recuerdos para siempre.
Sabemos que está en un buen lugar y en paz. Nunca será olvidado.
Tu familia y hermanos, Joey, Eric, Karl, Donnie. Y todos de Magic Circle Music.

Sin embargo, el 5 de abril del 2020, su hija, Teresa, publicó en Facebook un anuncio aclarando que su padre murió por suicidio, y que urge más atención en la depresión y la salud mental.

## Álbumes con Manowar
- 1983: Into Glory Ride
- 1984: Hail to England
- 1984: Sign of the Hammer
- 1987: Fighting the World
- 1988: Kings of Metal
- 1996: Louder Than Hell
- 1997: Hell on Wheels (Vivo)
- 1999: Hell on Stage Live (Vivo)
- 2002: Warriors Of The World
- 2007: Gods of War
- 2007: Gods of War Live (Vivo)